# James R. Howe
James Robinson Howe (* 27. Januar 1839 in New York City; † 21. September 1914 in North Salem, New York) war ein US-amerikanischer Politiker. Zwischen 1895 und 1899 vertrat er den Bundesstaat New York im US-Repräsentantenhaus.

## Werdegang
James Robinson Howe wurde ungefähr sieben Jahre vor dem Ausbruch des Mexikanisch-Amerikanischen Krieges in New York City geboren. Er besuchte Gemeinschaftsschulen und arbeitete danach als Büroangestellter (clerk) in einer Kurzwarenhandlung (dry-goods store). 1870 zog er in die damals noch eigenständige Stadt Brooklyn, wo er seiner früheren Tätigkeit nachging. Politisch gehörte er der Republikanischen Partei an.
Bei den Kongresswahlen des Jahres 1894 wurde Howe im sechsten Wahlbezirk von New York in das US-Repräsentantenhaus in Washington, D.C. gewählt, wo er am 4. März 1895 die Nachfolge von Thomas F. Magner antrat. Nach einer erfolgreichen Wiederwahl verzichtete er im Jahr 1898 auf eine erneute Kandidatur und schied nach dem 3. März 1899 aus dem Kongress aus.
Zwischen 1900 und 1902 war er als Register in Kings County tätig. Howe war Direktor von mehreren Banken. Er starb am 21. September 1914 in North Salem und wurde auf dem Green-Wood Cemetery in Brooklyn beigesetzt.